# Свети Пантелеймон (Сяр)
„Свети Пантелеймон“ (на гръцки: Ιερός Ναός Αγίου Παντελεήμονος) е православна църква в източномакедонския град Сяр (Серес), Егейска Македония, Гърция, енорийски храм на Сярската и Нигритска епархия на Вселенската патриаршия.

## История
Църквата е разположена в западното подножие на Сярската крепост, извън градските стени на улица „Анастасиос Хрисафис“. Времето на изграждането ѝ е неизвестно, но се предполага, че е изградена в началото на XII век като гробищен храм на града. В 1202 година църквата е разрушена от войските на цар Калоян. В 1738 и в 1838 година храмът е обновен. В храма е открита надгробна каменна плоча с релефна розета, полукръгла корона и надпис „ΜΩΜΩ ΔΙΟΝΥΣΙΩ ΤΩ ΑΝΔΡΙΜΝΗΜΗΣ ΧΑΡΙΝ“. Надгробна плоча има и от византийската епоха с надпис „ΜΝΗΣΘΗΤΙ- ΚΡ ΤΩΝ ΔΟΥΛΩΝ ΣΟΥ ΛΑΖΑΡΩΝ ΠΤΡ“. В 1892 година в храма са открити две стари икони – първата на Богородица с надпис „ΜΗΡ ΘΟΥ, Η ΑΜΑΡΤΩΛΩΝ ΣΩΤΗΡΙΑΝ“ и втората на Христос с надпис „ΔΕΗΣΙΣ ΤΟΥ ΔΟΥΛΟΥ ΤΟΥ ΘΕΟΥ ΚΑΙ ΤΗΣ ΣΥΜΒΙΟΥ ΑΥΤΟΥ ΚΑΙ ΤΩΝ ΤΕΚΝΩΝ ΑΥΤΟΥ ΕΤΟΥΣ ΖΛΛΣ(1628)“.
В 1913 година по време на Междусъюзническата война църквата е изгорена от българската войска, като оцелява единствено централната апсида. Възстановена е върху средновековните основи в 1935 година по инициатива на женски комитет, начело с Асимина Гунари, Марика Зографу, Теодора Какавути и Евлалия Кикопулу. Обновяването завършва в 1950 година. Първоначално е параклис на катедралата „Свети Архангели“, а в 1985 година с президентски указ става енорийски. Открит е от митрополит Максим Серски на 28 септември 1986 година. По-късно в църквата са направени много подобрения – дворът е ограден и павиран, обновена е чешмата от 1900 година, ремонтиран е иконостасът и т.н. Построен е и параклисът „Христос Спасител Безсмъртен“, както и „Христос в окови“, до апсидата, тъй като в миналото до „Свети Пантелеймон“ е имало гробищен храм със същото име. В 1961 година е издигната камбанарията, дар от Г. Кацаридис.
В архитектурно отношение храмът е трикорабна базилика със скатен керемиден покрив. Корабите са разделени с шест двойки дървени измазани колони. На изток е поликонхален. Сред ценностите му са икона на Христос Вседържител от 1885 година, обковано със сребро евангелие от 1811 година, икона на Свети Георги от 1878 година